# Calci fluoride
Calci fluoride là hợp chất vô cơ có công thức CaF2. Đó là một chất rắn ít tan màu trắng. Nó hiện diện trong khoáng vật fluorite (còn được gọi là fluorspar), thường có màu sắc sâu do nhiễm tạp chất.

## Cấu trúc hóa học
Hợp chất này kết tinh thành một motif khối lập phương được gọi là cấu trúc fluorite. Các trung tâm Ca2+ có tám tọa độ, tập trung vào một "hộp" cho tám trung tâm F-. Mỗi trung tâm F- được điều phối với bốn trung tâm Ca2+. Mặc dù các mẫu tinh thể đóng gói hoàn hảo không màu, nhưng khoáng chất thường có màu sắc đậm do sự có mặt của các trung tâm F.